# عابد عازرية
عابد عازرية (بالفرنسية: Abed Azrié)‏ موسيقي سوري عالمي من مواليد مدينة حلب / سوريا عام 1945م. فنان وموسيقي عشق الفن وأبدع، سافر إلى باريس منذ العام 1976 م واشتهر عالميا بمؤلفاته الموسيقية. صدرت له عدة اسطوانات غنائية باللغة العربية والفرنسية كما صدرت له عدة كتب باللغة الفرنسية وله شهرة عالمية لتميز اعمالة الموسيقية.

وقد افتتح الفنان السوري العالمي عابد عازرية فعاليات دمشق عاصمة الثقافة العربية بحفلة غنائية موسيقية على مسرح الدراما في دار الاوبرا السورية .
حيث أعاد بأسلوبه المعروف تقديم عدد من النصوص الأندلسية من القرن الحادي عشر مع المغنية الأسبانية آنا فيليب وفرقته التي ضمت عازفين سوريين وفرنسيين وإسبان وعرب.. حيث اطلع الجمهور السوري على آخر نتاجات عازارية على صعيد الموسيقا والغناء بعد غياب طويل قضاه في باريس التي استقر فيها منذ ما يقارب الأربعين عاماً اشتهر خلالها بأدائه الخاص وباشتغاله على النصوص الصوفية القديمة محاولاً إعادة قراءتها وتلحينها معتمداً على مزيج من الآلات الغربية والشرقية وبمشاركة فنانين من مختلف الثقافات.
المجموعة الموسيقية العربية تألفت من الموسيقيين: سامح قتلان على الكمان ومحمد عثمان على البزق ومدحت إبراهيم وحسن محمد وجمال السقا على الإيقاع.أما المجموعة الموسيقية الأسبانية فتألفت من: جان باتيست مارينو وخوان كارلوس برينسيبال على الإيتار، وبين الكورس كان فرانسيسكو رويز وماريانو زامورا. أما المجموعة الفرنسية فضمت جان لو دي كامب على الفيولا، وليونيل الموند على فيولونسيل، وعلى الأكورديون فيفيان أرنو، وكونترباص أوليفييه موري..
- - عابد عازرية - موسيقي ومطرب سوري عالمي

## ألبومات
1. - عمر الخيام
2. - أرومات - توابل عام 1990
3. - ملحمة جلجامش
4. - نصيب

## روابط خارجية
- عابد عازرية على موقع ميوزك برينز (الإنجليزية)
- عابد عازرية على موقع أول ميوزيك (الإنجليزية)
- عابد عازرية على موقع ديسكوغز (الإنجليزية)